# Pharco Football Club
Il Pharco Football Club  (in arabo نادي فاركو لكرة القدم‎?), è una società calcistica egiziana di Alessandria d'Egitto, fondata nel 2010. Milita nella Prima Lega, la massima divisione del campionato egiziano di calcio, e gioca le gare casalinghe allo stadio Borg El Arab. 
La squadra fu fondata nel 2010. La compagine non ha mai militato in prima divisione, ma ha ottenuto la promozione in Seconda Divisione al termine della stagione 2020-2021, da neopromossa dalla Terza Divisione, dopo aver vinto il gruppo C.

## Palmarès

### Competizioni nazionali
- Seconda Divisione (Egitto): 1

2020-2021 (gruppo C)

## Organico

### Rosa 2021-2022
Aggiornata al 9 settembre 2021.
| N. |                   | Ruolo | Calciatore        |
| -- | ----------------- | ----- | ----------------- |
| 4  | Egitto (bandiera) | D     | Ahmed Awad        |
| 6  | Egitto (bandiera) | D     | Gaber Kamel       |
| 7  | Egitto (bandiera) | C     | Hesham Fathallah  |
| 10 | Egitto (bandiera) | A     | Mohamed Shika     |
| 11 | Egitto (bandiera) | D     | Abdelnazr Mohamed |
| 13 | Egitto (bandiera) | P     | Mahmoud El Sayed  |
| 14 | Egitto (bandiera) | C     | Mohamed Said      |
| 16 | Egitto (bandiera) | D     | Mahmoud Masoud    |
| 17 | Egitto (bandiera) | A     | Mohamed Hambozo   |
| 20 | Egitto (bandiera) | C     | Belal Gamal       |
| 29 | Niger (bandiera)  | A     | Anthony Lokosa    |

| N. |                     | Ruolo | Calciatore          |
| -- | ------------------- | ----- | ------------------- |
|    | Egitto (bandiera)   | D     | Abdallah Bakri      |
|    | Nigeria (bandiera)  | C     | Kingsley Sokari     |
|    | Egitto (bandiera)   | C     | Mahmoud Emad        |
|    | Egitto (bandiera)   | C     | Mohamed Fouad       |
|    | Egitto (bandiera)   | A     | Mahmoud El Maghraby |
|    | Egitto (bandiera)   | A     | Rezki Hamroune      |
|    | Tanzania (bandiera) | A     | Yahya Zayd          |
|    | Egitto (bandiera)   | C     | Ahmed Mody          |
|    | Egitto (bandiera)   | C     | Mahmoud Hamada      |
|    | Egitto (bandiera)   | A     | Ramy Sabry          |